# Districtul Hennaya
Hennaya este un district din provincia Tlemcen, Algeria.